# Thập niên 640 TCN
Thập niên 640 TCN hay thập kỷ 640 TCN chỉ đến những năm từ 640 TCN đến 649 TCN.